# サージ防護機器
サージ防護機器（サージぼうごきき）とは、発電、変電、送電、配電系統の電力機器や電力の供給を受ける需要家の需要機器、有線通信回線、空中線系統、通信機器などを、雷などにより生じる過渡的な異常高電圧、その結果生じる異常大電流などから保護する機器の総称である。小型の単体のものからシステムとなっているものまでさまざまである。他に「サージ防護装置」などの呼称もある。

## 概要
屋外に設置される送配電線（電力線）や電話線、空中線などは雷の影響を受けやすい。
架設線（架空線）への落雷（直撃雷）はもとより、直撃雷よりもはるかに多く発生する避雷針を含む周辺への落雷や、雷雲内や雷雲間で生じる雷（雲放電・雲間放電）などによっても、架設線などに過渡的な異常高電圧が発生し、大電流が流れて回路を損傷するため、この対策は重要である。なお過渡的な異常高電圧は「大波電圧」の意味で「サージ電圧」、その結果生じる大電流のことを「サージ電流」といい、まとめて「サージ」という。雷によるものは「雷サージ」という。また、避雷針を含む周辺への落雷や雲間放電などによって架設線などに生じる雷サージを「誘導雷サージ」という。直撃雷によるものは「直撃雷サージ」という。
なお、過渡的な異常高電圧として「ノイズ」があるが、これは回路を損傷させるほどのものではないが、回路の正常な動作を妨げる恐れのある程度のものを示し、サージとは区別されている。
重要な回路部分にサージ電圧がかからなければ、サージ電流は流れず、重要な回路部分が損傷することはない。そこでいくつかの方法により、回路をサージより保護する対策がとられる。この対策に用いられるものが、サージ防護機器である。なお、サージといえば雷によるものが代表的であるが、他にも開閉器（いわゆるスイッチなど）から生じる「開閉サージ」などがあり、場合によっては雷サージに匹敵するほどのものになることもあるため、サージ防護機器はこれらにも効果的なものである必要がある。また上述「ノイズ」と「サージ」の間に厳密な区別はなく、ある機器にとっては「ノイズ」であっても、ある機器にとっては「サージ」となることがあるため、この点に対する考慮もサージ防護機器には求められる。
現在、絶縁により回路にサージの侵入を防ぐ「絶縁型」、サージ電流をバイパスさせる回路を別途設けることにより回路にサージの侵入を防ぐ「バイパス型」、接地を共通として電位差を無くし、サージ電流を生じないようにする「等電位化型」などがあり、実用のサージ防護機器ではこれらを組み合わせたものとしてある。
なお他に「雷対策機器」、「雷防護機器」、「雷サージ防護機器」などいくつかの呼称があるが、「雷対策機器」「雷防護機器」などにはより広義に、避雷針、架空地線などが含まれること、「雷サージ防護機器」では雷サージに限定した意味のものともなるため、ここでは「サージ防護機器」として述べる。また後述のサージプロテクタについても、海外での"Surge protector"と、日本での「サージプロテクタ」には若干の違いがあることに注意されたい。

## 主なサージ防護機器
サージ防護機器は広汎に使われ、多くの種類がある。今日（日本では2003年以降）、国際電気標準会議（IEC）、日本工業規格（JIS）などの各要求や規定などに従い、基本的に個別単体として用いられることはなく、それぞれ「避雷システム」の一構成部品として組み合わせて用いられる。以下、代表的なものを示す。

### 避雷器
避雷器は、バイパス型のもので、回路中に意図的に絶縁の弱い部分を作り、ここをサージ電圧によって破壊、サージ電流をバイパスさせることにより、回路にかかるサージ電圧を抑制するようにするものである。他にも「アレスタ」、「サージアブソーバ」などの呼称がある。IECの定めに従い、JISでも2003年よりその正式名称は、「サージ防護デバイス」（SPD：Surge Protective Device）に統一された。
避雷器は原理的にその部分を瞬間的に短絡状態にするもののため、避雷器直近回路のサージ電圧は十分に抑制されるが、避雷器より離れた回路部分でのサージ電圧抑制効果は期待できない。従って避雷器は単体として使用するものではなく、リアクトル（リアクタンス成分）やコンデンサ、抵抗器などと組み合わせて用いることを目的としたサージ防護機器の基本構成部品であり、直流、交流、平衡、不平衡、高周波などの回路種別により、また回路のどこにどのように使用するかによって細かく選定し、基本的に回路中に複数個、設ける必要がある。
避雷器は従来、原理的事項についてIECによって定められていたが、万一の場合には焼損・破壊して他の回路部分を保護する目的の部品であることから、特に防火性が求められる。このため特に一般家庭にまで数多く広範に用いられる低圧電源用避雷器などについて、アメリカ保険業者安全試験所（UL）で5つのタイプに分類、それぞれ性能に係る詳細が定められ、避雷設備における使用方法の詳細も定められた。なお避雷器は定格内のサージ電流処理であっても、その動作の度に劣化する消耗品であるので、定期的な点検と交換が必要である。

### 避雷用開閉器
回路開閉器（遮断器など）を、線路を物理的に切り離して回路へのサージ侵入を防ぐために用いる。基本となる部分（回路開閉器部分）は絶縁型となるが、回路開閉器のサージ電圧耐力には限界があることから、避雷器（バイパス型）また接地（等電位化型）と併せた構成とし、侵入するサージ電圧を抑制、回路開閉器が破壊されないようにする。原理的に切り離した回路部分の絶縁が破られない限り、回路へのサージ侵入を完全に遮断できる最も確実な方法であり、基本構成を変える必要なく、直流、交流、平衡、不平衡、さらには高周波回路にまで使え、いずれもシステム規模などによる適用限界がない、また特別にそのための開閉器としなくても、通常の開閉器として兼用できる利便性、例えばJISに規定する建物雷対策と合わせた場合、上述避雷器の使用数を大幅に減らし、結果、初期・ランニング、特にランニングコストを減じることが可能といったことなどから今日、電力、通信など広く適用されるようになってきている。欠点は回路開放中、その系統が使用できなくなる（電力であれば停電する）ことであり、サージ環境下でも機器使用あるいは設備運用を継続しなければならない場合にはそのための対策が別途、必要である。
原理的に簡単なもので、例えば一般家庭などでは、電源コンセントなどから電気機器のプラグなどを抜くだけでも概ねその目的は達成される（ただし、特に雷サージは強力であり、また電気機器のスイッチのサージ電圧耐力は低いので、単に電気機器の電源スイッチを切るだけでは効果は期待できない。必ず電源プラグなどをコンセントなどから抜く必要がある）。このため古くから実験的、あるいは手動によるものがあった。しかし広く実用に供するためには自動化が必要、これに必要な雷検知器や雷探知網、強力な避雷器を中心とするサージバイパス技術の実用化に時間がかかり、それらが達成された近年になって広く普及しはじめたものである。
日本では概ね2000年以降、雷探知システムと併せた「事前遮断型」になった。遮断器のSCCRを超える大きなサージが侵入する前に遮断器接点を開放すれば、通常定格内での切り離しであるから問題を起こさない。送配電系統では停電を防ぐため、同時に別系統への切替もおこなわれる。ただし切りかえによって長時間停電は防ぐことができるものの、瞬間停電、瞬時電圧低下（いわゆる瞬断・瞬低）は生じる。これが問題となる場合には電力需要家側で後述の「無停電電源装置」を使用するなどの対応が必要である。
当初は雷探知網からの情報を受ける大規模なシステムで、基幹送電系統のみに適用されていたが、今日では独立して雷検知器（弱サージ感知器など）を内蔵、末端の需要家電気設備などと組み合わせて使う、パッケージ化された小型のものもある。なおNTTではこれを「雷防護ブレーカシステム」と称している。また海上保安庁では「雷検知式電源開放装置」と称している。

### 避雷用トランス
上述避雷用開閉器の実用化が困難であったことから、主に低周波交流回路用として先に実用化されたものである。サージを遮断してバイパスさせることは避雷用開閉器と全く同じであるが、基本的に電磁誘導を利用する変圧器であるので、直流回路への適用はできない。また変圧器であるので、特に交流電源回路用、すなわち電力用のものでは少ない容量のものでもかなりの重量、場合によってはそのために建物基礎部などを強化しなければならなくなることもあるといった欠点はあるが、構造簡単で堅牢、上述避雷用開閉器と同じく、例えばJIS規定の建物雷対策と合わせた場合、上述避雷器の使用数を大幅に減らし、結果、初期・ランニング、特にランニングコストを減じることが可能ということから、JISが基本的に国際規格と同じになった今日においても広く使用されている。無論、JISに規定する建物雷対策システムなどにそのまま適用できる。他に「耐雷トランス」「サージトランス」「サージシェルタ」などさまざまな呼称があるが、基本的には同じものである。
例えば交流電源回路に用いられるものでは、入力（1次側）と出力（2次側）を絶縁する（静電遮蔽する）などして、回路へのサージ侵入を防ぐものとしてある。巻線・鉄心の変圧器本体にサージをバイパスさせるための避雷器やコンデンサなどを組み合わせた構造を持つ。「絶縁変圧器」などという場合もあるが、これは単巻変圧器などに対義したものを示すことがあるので注意が必要である。通常、電圧の昇降圧目的として使われないので、その巻線比は1のものが多いが、無論、本来の変圧器としての目的を兼務させることも可能である。
上述、避雷用開閉器が物理的に回路を開きインピーダンスを大きくしてサージ侵入を防ぐのに対し、避雷用トランスは電気的にサージ（不定形交流）に対する回路のインピーダンスを大きくしてサージ侵入を阻止するものである。従って電力であれば、停電に対する考慮は不要である。
しかしそれゆえに1次側から2次側へのサージ侵入を完全に阻止することはできないため、どのくらいサージを「減衰」させるのか（これを「サージ移行率」などと呼ぶ）が使用上のポイントになる。通常、サージ移行率は規定波で-40から60dB（デシベル）程度であるが、すなわちサージの減衰量は、実際に侵入してくるサージ波形によって変わるので注意が必要である。
また変圧器であるため、特に電力用のものでは通過させる電力が大きくなるほど大型になり、また常時、鉄損、銅損によって電力を損失、発熱することからその放熱対策が別途、必要になることもある。このことから電力用のものは、需要電力の小さな電気設備の電源回路に好んで用いられる。交流電源回路において、避雷器（SPD）とリアクトルを組み合わせたものが不平衡回路になるのに対し、耐雷変圧器と避雷器を組み合わせたものは通常、平衡回路になる。従って日本の配電方式（特に電灯動力供用方式など）への使用に適している。
なお避雷用トランスでは、通常のノイズフィルタなどと同じく、回路への侵入を阻止しようとするサージの平衡、不平衡などにより、それに応じたものを選ぶ、あるいは接続方法を変えるなど、回路設計段階からのかなり詳細な検討が必要である。これを誤ると避雷用トランスは十分な効果を発揮しないばかりか、強力なサージによって最悪は避雷用トランスを含めたシステム全体の焼損破壊に至る。よって上述避雷用開閉器とは異なり、はじめから避雷用トランス本体からのフル・オーダー製作としなければならないことも多い。
通信用のもの（メタル電話線用のものなど）では、インピーダンス変換用トランスなどに若干の改造を加えて入力と出力を高絶縁、避雷器と組み合わせたものが多く用いられるが、例えば加入電話回線には電話交換機を起動させるための直流が重畳されてあるため使用できず、専ら、直流重畳されていない専用電話回線や構内電話回線などに用いられる。

### スタブフィルタ
スタブフィルタはバイパス型のもので、高周波回路用フィルタの一種である。目的の周波数に対してインピーダンスが無限大となり、これ以外のものについては接地に対してほぼ短絡状態となるため、サージを接地に流すことができる。広帯域を扱う高周波回路への使用は困難、目的の周波数が低くなるほど大型となるのが欠点であるが、トータルとして避雷器とは比較にならないほどの良好な特性を得ることが可能であり、主にUHF以上を扱う送信空中線系統に用いられる。本来のスプリアス対策用のものはサージ処理能力が低い（サージ処理を考えていない）ことがあるので注意が必要である。

### サージプロテクタ

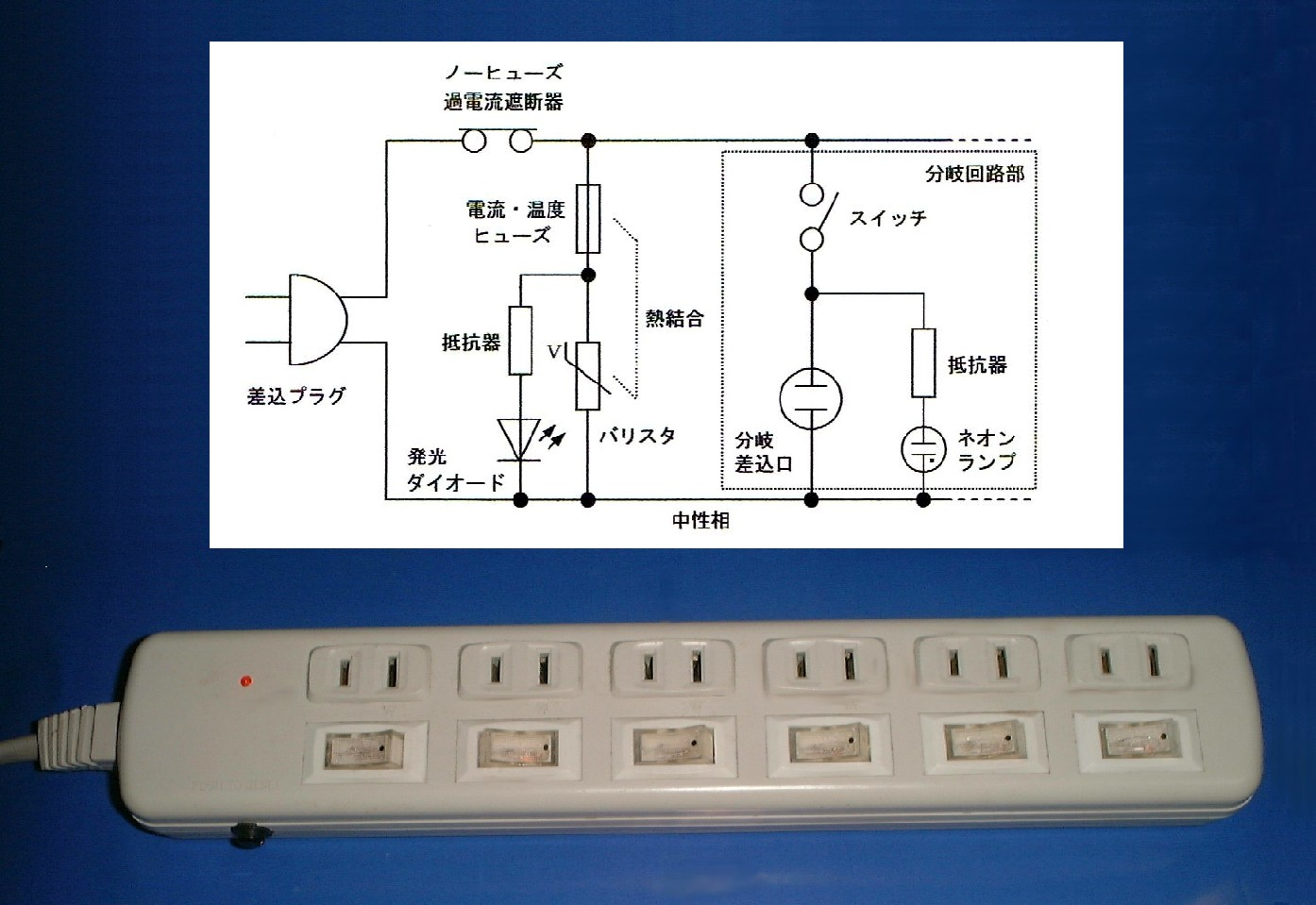
家庭用 線間サージ防護機能付きテーブルタップの例

「サージプロテクタ」には、明確な区別・規格などはなく、上述の耐雷変圧器や避雷器などの単体も含めてサージプロテクタ（Surge protector）とする場合もあるが、日本では一般に小型の「複合型サージ防護機器」をサージプロテクタと呼ぶことが多い。ヒューズなどが組み込まれているものもある。避雷器を中心とする構成となっているものが多く、用途に応じて産業用から家庭用まで多くの種類がある。
電気製品や通信機器を保護するために、電源コンセント用の他、同軸ケーブル用（TVアンテナ線用など）、LANケーブル用、電話線用（ISDN、ADSLなども含む）などがある。メタル電話回路に設置される保安器もサージプロテクタの一種といえよう。
なお、電話線などに用いられるノイズフィルタは、渦電流損を利用してサージを軽減する効果があるが、基本的にはノイズ対策用であり、サージ防護機器とは別のものである。

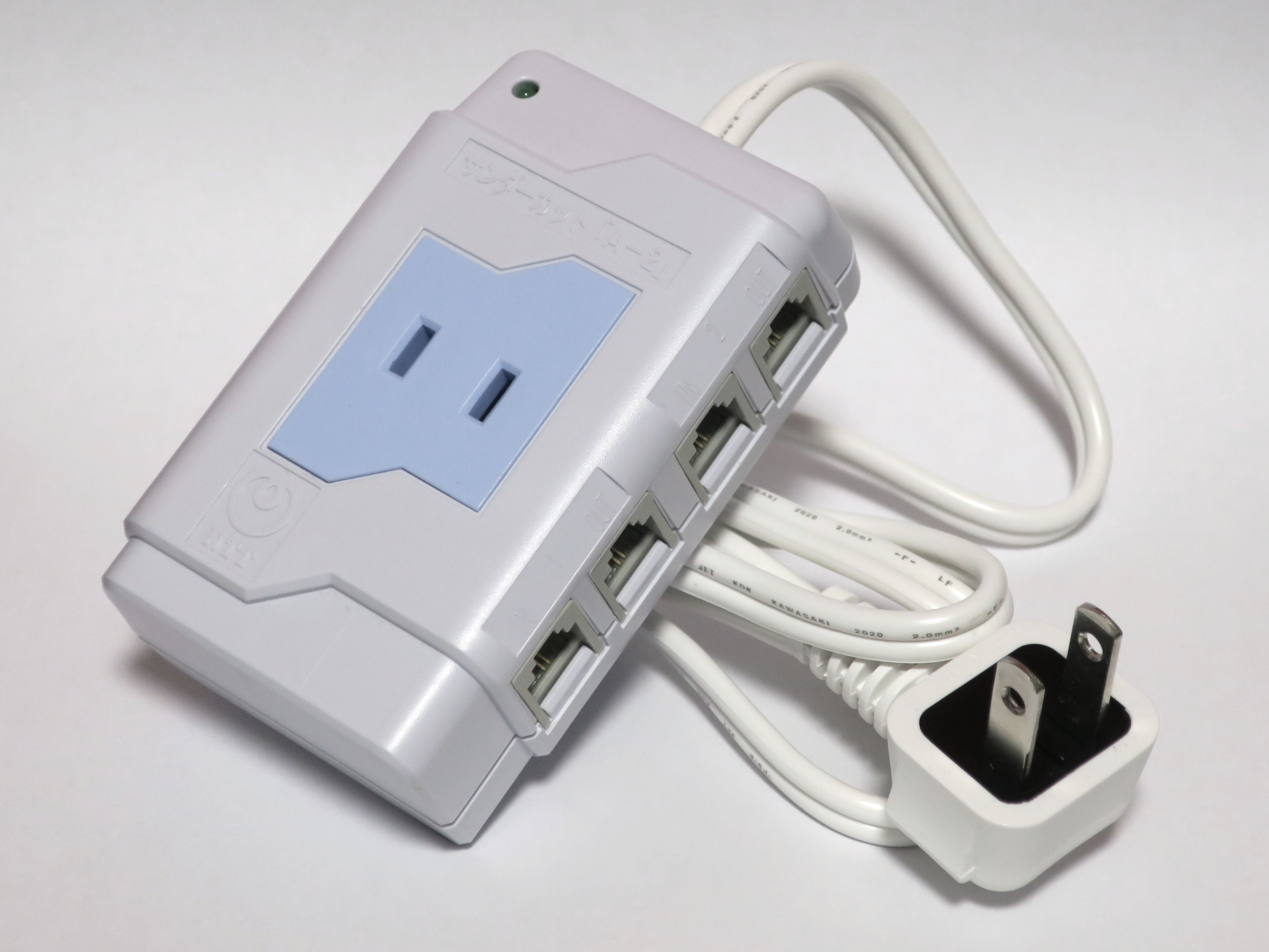
NTT東日本が配布する雷防護アダプタ「サンダーカット」

## サージ対策機器
サージ防護機器のことをサージ対策機器ということもあるが、ここではサージそのものを防ぐことはできないが、その影響を回避もしくは軽減するための機器の意味で記述する。サージ防護機器と併せて使うことを基本とするものがほとんどである。サージ防護機器と同様に広汎に使われ、多くの種類がある。代表的なものを以下に示す。

### 無停電電源装置
無停電電源装置を用いることにより、サージの影響による停電（特に瞬間停電など）に対応することができる。しかし自体は避雷器などによってサージより適切に保護されるように使用する必要がある。近年のものでは避雷器などを内蔵しているものもある。

### 自動復帰型ブレーカ
自動復帰型ブレーカは、サージ電流により、ヒューズを用いていないタイプの配線用遮断器（MCCB）がサージなどによって切となった場合、自動で入にするものである。「ARB」（オート・リセット・ブレーカ）、「RB」（リセットブレーカ）などの呼称がある。原理的に普通のMCCBに自動で入にする機能を持たせただけのものであるので、自体、避雷器などによってサージより適切に保護されるように使用する必要がある。すなわち単体で「雷防護ブレーカ」にはならないことに注意が必要である。

### サージ不動作型ブレーカ
実際には「不動作」ではなく、サージ電流に「よりなるべく切とならないように作られている=感応レベルを下げてある」ブレーカである。定格を超えるサージ電流に対しては切となる。感応レベルが低いということは、これに接続された機器へのサージによるダメージがその分、大きくなるということであり、避雷器などとの併用が必須とされているものもある。